# Коалесценция
Коалесценция (от лат. coalesco — срастаюсь, соединяюсь) — слияние частиц (например, капель или пузырей) внутри подвижной среды (жидкости, газа) или на поверхности тела.
Коалесценция сопровождается укрупнением капель (пузырей) и обусловлена действием сил межмолекулярного притяжения. Это самопроизвольный процесс (сопровождается уменьшением свободной энергии системы).
В жидкой дисперсионной среде коалесценции часто предшествует коагуляция.
При коалесценции распределение частиц по размеру описывается распределением Лившица-Слезова.

## Примеры коалесценции
- Коалесценция капель воды — одна из причин выпадения атмосферных осадков в виде дождя и росы.
- Эмульсии и пены в результате коалесценции могут перестать существовать как дисперсные системы и полностью разделиться на две макрофазы: жидкость — жидкость или жидкость — газ.
- В металлургии коалесценция пор (англ. coalescence of pores) — объединение пор в порошковом изделии (полуфабрикате), сопровождающееся уменьшением их суммарной площади поверхности с увеличением размеров более крупных пор за счёт вакансионного поглощения мелких.
- Коалесценция субзёрен (англ. coalescence of sub-grains) — слияние двух соседних субзёрен в металлах и сплавах путём исчезновения раздела между ними — их малоугловой границы[2].
- Особый случай коалесценции — автогезия (самослипание), при которой в результате медленной диффузии макромолекул исчезает поверхность раздела между слипшимися частицами или соединёнными кусками пластичного полимера.